# ديفاكتو (شركة)
ديفاكتو هي شركة تركية تعمل في مجال تجارة الملابس بالتجزئة. تأسست عام 2003.

## التاريخ
تأسست ديفاكتو في عام 2003 وافتتحت أول متجر لها في عام 2005، وتعمل في أكثر من 50 دولة حول العالم مع أكثر من 500 متجر وأكثر من 14000 موظف. وتمتلك 300 محل في تركيا.
في 2013، أصبحت أكبر علامة تجارية للملابس في تركيا.

## المتاجر
تمتلك الشركة 300 متجر محلي و 205 متجر خارجي في كازاخستان والعراق ومصر وبيلاروسيا والمغرب وكوسوفو وألبانيا وتونس وجورجيا وقبرص وأذربيجان وفلسطين ولبنان والأردن وليبيا ورومانيا وبلغاريا وماليزيا وباكستان وقطر وأوزبكستان وداغستان والبوسنة و الهرسك وروسيا تعمل في دول مثل أرمينيا وأفغانستان وأوكرانيا.[بحاجة لمصدر]

## وصلات خارجية
- الموقع الرسمي